# Ranunculus andersonii

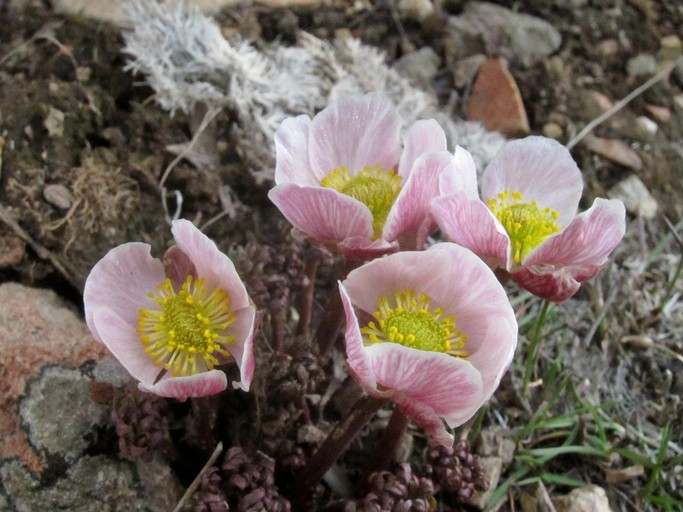
Blüten von Ranunculus andersonii

Ranunculus andersonii ist eine Pflanzenart aus der Familie der Hahnenfußgewächse.

## Beschreibung
Die Stängel sind aufrecht oder aufsteigend, wurzeln nicht an den Knoten und sind unbehaart. Knollig Wurzeln sind nicht vorhanden. Die Blattspreite der Grundblätter ist 1,5 bis 3,8 Zentimeter × 2,1 bis 3,8 Zentimeter groß, herzförmig im Umriss und dreizählig einfach bis doppelt zusammengesetzt. Die Blättchen sind zwei- bis dreiteilig. Das endständige Blättchen ist elliptisch bis linealisch, ganzrandig oder hin und wieder mit einzelnen Zähnen und mit stumpfer oder zugespitzter Blattspitze. Der Blütenboden ist steifhaarig. Die Kelchblätter sind 9 bis 15 × 5 bis 9 Millimeter groß, unbehaart und ausgebreitet. Die Kronblätter sind 12 bis 18 Millimeter × 9 bis 13 Millimeter groß und blassrosa-weiß. Die fruchtenden Köpfe sind 13 bis 27 × 21 bis 29 Millimeter groß, kugelförmig oder zusammengedrückt-kugelförmig. Die Fruchtwand ist geadert, aufgeblasen und nicht geflügelt. Der Fruchtschlauch ist 6 bis 12 Millimeter × 4 bis 6 Millimeter groß und unbehaart. Der Schnabel ist 0,2 bis 0,6 Millimeter lang, bleibend und dreieckig oder pfriemlich von einer dreieckigen Basis aus.
Die Art blüht von April bis Mai.

## Vorkommen
Die Art kommt im westlichen Nordamerika vor. Das Verbreitungsgebiet von Ranunculus andersonii umfasst Nevada, den Westen von Utah, den Osten von Kalifornien sowie den Süden von Oregon und Idaho.
Die Art wächst an Hängen in von Wüsten-Beifuß oder Kiefer- und Wacholder-Gebüschen geprägter Vegetation in Höhenlagen von 900 bis 2300 Meter.

## Systematik
Ranunculus andersonii wurde 1867 von Asa Gray erstbeschrieben.

## Belege
- Alan T. Whittemore: Ranunculus andersonii. In: Flora of North America. Vol. 3. online